# 利西欽
利西欽（烏克蘭語：Лисичин），是烏克蘭西北部的村莊，隸屬里夫內州的瓦拉什區。該村始建於1724年，面積3.2平方公里，海拔高度148米，2001年人口192，人口密度每平方公里60人。